# Tychius parallelus
Tychius parallelus är en skalbaggsart som först beskrevs av Georg Wolfgang Franz Panzer 1794.  Tychius parallelus ingår i släktet Tychius, och familjen vivlar. Det är osäkert om arten förekommer i Sverige.